# Capnethinius semipunctatus
Capnethinius semipunctatus är en skalbaggsart som beskrevs av Karl Adlbauer 2006. Capnethinius semipunctatus ingår i släktet Capnethinius och familjen långhorningar. Inga underarter finns listade.